# Sérène de Sirmium
Sérène de Sirmium ou Sirénat (? - Sirmium, 307), également appelé Cerneuf en France, est un chrétien martyr reconnu comme saint par l'Église catholique et l'Église orthodoxe, et fêté le 23 février.

## Biographie
Selon l'hagiographie, il naît en Grèce puis émigre à Sirmium en Pannonie afin de vivre une vie de célibat de pénitence et de prière. Il achète et cultive un jardin dont les fruits et les légumes lui permettent de se nourrir, ce qui le fait connaître pour ses compétences en horticulture. Un jour, il reproche à la femme d'un garde impérial de visiter son jardin à une heure tardive, car il comprend qu'elle est venu pour un autre motif que la promenade.
La femme décide de se venger et écrit à son mari pour se plaindre, en déclarant que Sérène aurait été violent envers elle. Le gouverneur de Pannonie le fait convoquer mais il est déclaré innocent. Cependant, le gouverneur le soupçonne d'être chrétien et s'enquiert de sa religion. Sérène confirme le fait mais comme il refuse de sacrifier aux dieux romains, le gouverneur le fait décapiter le 23 février 307. 

## Culte
D'après les Bollandistes, ses reliques sont apportés à Billom par Juvénal, évêque d'Auvergne. Elles sont d'abord déposés dans un endroit appelé Jardin-Saint-Cerneuf puis placés dans l'église Notre-Dame. Toujours selon les Bollandistes, elles ont disparu mais sans donner plus de précision sur l'origine de la disparition. Il est patron des jardiniers et invoqué pour ou contre la pluie.
Il apparaît dans le livre de Jean Duffraisse L'origine des églises de France prouvée par la succession de ses évêques : avec la vie de saint Austremoine, premier Apôtre & Primat des Aquitains (1688). D'après lui, il serait disciple de saint Austremoine, évangélisant vers Thiers, Courpière et Billom, où il serait mort.